# Hed PE
Hed PE, stylisé (hәd)p.e., également connu sous le nom (HeD) Planet Earth, est un groupe de néo metal américain, originaire de Huntington Beach, en Californie. Formé en 1994, édité par le label Suburban Noise. À la fin du clip du titre No Rest for the Wicked apparaît une autre interprétation de Hed PE.
La formation regroupe/mélange plusieurs styles de musiques cités plus haut. L'identité musicale du groupe se caractérise par ses chants allant du hip-hop au reggae en passant par le rapcore, ses guitares lourdes nu metal/punk, ses samples/scratchs planants et sa batterie rythmée grind-punk. Emmené par le chanteur et leader Jared Gomes, Hed PE compte au total seize albums studio, un CD/DVD et trois compilations en 24 ans de carrière.

## Biographie

### Débuts (1994–1999)
Le groupe est formé au milieu des années 1990 par le rappeur Jared Gomes (aussi appelé MC Underdog ou M.C.U.D.) et le guitariste Wes Geer. Ils s'entourent du guitariste Chizad, du bassiste Mawk, du batteur B.C. Vaught et de DJ Product © 1969. Ils nomment leur groupe Hed, un acronyme de higher education. Ils se font connaître de la scène locale grâce à leurs performances énergiques et enregistrent en 1995 leur premier EP auto-produit, Church of Realities.
Le groupe est remarqué par le label Jive Records qui les signe en 1997, et leur premier album éponyme sort la même année. L'album est bien accueilli par la critiques, notamment pour son originalité, mais ne rencontre qu'un succès commercial très limité. Le groupe devra par conséquent rembourser à son label l'argent avancé pour la confection du disque.

### BrokeetBlackout(2000–2004)
Le 6 juin 2000, Hed PE participe à l'album hommage Nativity in Black II, avec une reprise de Sabbra Cadabra de Black Sabbath. Hed PE publie son deuxième album, Broke le 22 août 2000. Il atteint la 63e place du Billboard 200, et son premier single, Bartender, atteint la 23e place des Billboard Mainstream Rock Tracks, et la 27e place des Modern Rock Tracks. La presse spécialisée accueilli assez bien l'album. Cependant la réponse négative des critiques concerne les paroles perçues comme misogynes, .
Le 27 octobre 2000, Gomes est appréhendé en possession de marijuana alors que le groupe jouait à Waterbury, dans le Connecticut. Il est relâché après avoir payé une amende de 1500 dollars . En 2001, Hed PE joue à l'Ozzfest avec notamment Korn, Static-X, et System of a Down. Un clip de la chanson Killing Time, deuxième single de Broke, est produit en soutien au film 3000 Miles to Graceland.
Après trois ans d'absence, le groupe enregistre son 3e album, Blackout, en 2003, qui sera leur album le plus vendu. Il atteint la 33e place du Billboard 200, la 21e place des Mainstream Rock Tracks, et la 32e place des Modern Rock Tracks. Malgré tout, Jive décide alors de rompre leur contrats devant les ventes insuffisantes de leurs albums. Le groupe engage ensuite le guitariste Jaxon.

### Only In Amerika(2004–2012)
Le groupe signe alors chez le label indépendant Koch Records, et compose son quatrième album, Only In Amerika. Le disque est musicalement très différent des précédents, avec des riffs de guitare beaucoup plus simplistes et des rythmes plus lents. La réaction des critiques est très mauvaise, qui reprochent surtout la très grande vulgarité des paroles. Après ça, le groupe signe finalement sur le label Suburban Noise Records, leur label actuel. Ils s'engagent alors auprès de leurs fans à tenir le rythme d'une sortie par an, à partir de l'année 2006. Leur premier disque sur le label est Back 2 Base X, un album aux sonorités du punk traditionnel.
Le 26 juin 2007 sort leur sixième album, Insomnia. Il atteint la 16e place des Independent Albums, et la 138e place du Billboard 200. Le single Suffa est le plus demandé sur Hard Attack de Sirius Satellite Radio, et son clip devient le plus joué en 2007 à l'émission Headbangers Ball de MTV. Hed PE publie son premier album live, The D.I.Y. Guys, en 2008. En décembre 2008 Hed PE publie le single Renegade qui fait participer Christopher Hendrich qui participera aussi au clip. Le 13 janvier 2009, ils publient leur septième album, New World Orphans. En 2009, le batteur Trauma se joint au groupe. Il est le sixième à prendre cette position. Leur huitième album, Truth Rising, est publié le 26 octobre 2010 et accueilli d'une manière mitigée. Hed PE partie à la Local Heroes Tour à la fin 2012 et joue avec Flipsyde à San José le 7 octobre 2012.

### Dernières activités (depuis 2013)
Le 13 mai 2014, ils annoncent un nouvel album Evolution.

## Membres

### Membres actuels
- Jared Gomes (Paulo Sergio Gomes) — chant (depuis 1994)
- Major Trauma (Jeremiah Stratton) — batterie (depuis 2008)
- Gregzilla (Greg Harrison) — guitare (depuis 2015)
- Kid Bass (Kurt Blankenship) — basse (depuis 2015)

### Anciens membres
- Ken Sachs (The Finger) — claviers (1994–1996)
- Chad Benekos (Chizad) — guitare, chœurs (1994–2002)
- Wesley Geer (Wesstyle, Wes Geer) — guitare (1994–2003)
- Ben C. Vaught (B.C.) — batterie (1994–2003)
- Doug Boyce (DJ Product © 1969) — table de mixage, samples, chœurs (1994–2013)
- Mark Young (Mawk) — basse (1994–2015)
- Sonny Mayo — guitare (2002–2003)
- Jackson Benge (Jaxon) — guitare (2004–2015)
- Christopher Hendrich — batterie (2004)
- Mark « Moke » Bistany — batterie (2004–2006)
- Devin Lebsack — batterie (2006–2007)
- Anthony « Tiny » Biuso — batterie (2007–2008)

## Discographie
- 1995 : Church of Realities (EP auto-produit)
- 1997 : Hed PE
- 2000 : Broke
- 2003 : Blackout
- 2004 : Only in Amerika
- 2006 : Back 2 Base X
- 2007 : Insomnia
- 2009 : New World Orphans
- 2010 : Truth Rising
- 2014 : Evolution
- 2016 : Forever!
- 2019 : Stampede
- 2020 : Class of 2020
- 2021 : Sandmine
- 2022 : Califas Worldwide
- 2023 : 70's Hits from the pit
- 2023 : Detox
- 2025 : New and Improved

## Vidéographie
- 2008 : DIY Guys
- 2020 : Touring For Broke: A (hed)p.e. Film